# Eremobates kraepelini
Espèce
Eremobates kraepelini est une espèce de solifuges de la famille des Eremobatidae.

## Distribution
Cette espèce se rencontre aux États-Unis en Californie, au Nevada, en Utah, en Arizona, au Nouveau-Mexique et au Texas et au Mexique,.

## Étymologie
Cette espèce est nommée en l'honneur de Karl Matthias Friedrich Magnus Kraepelin.

## Publication originale
- Muma, 1970 : A synoptic review of North American, Central American, and West Indian Solpugida (Arthropoda, Arachnida). Arthropods of Florida and Neighboring Land Areas, vol. 5, p. 1-62.